# Aleksander Roszkowski
Aleksander Roszkowski (ur. 16 lutego 1961 roku w Warszawie) – polski malarz.

## Życiorys
Studiował na stołecznej Akademii Sztuk Pięknych na Wydziale Malarstwa (w latach 1980-1985) pod kierunkiem Jacka Sienickiego i Zbigniewa Gostomskiego. Po studiach podjął pracę pedagogiczną w macierzystej uczelni. Aktywnie uczestniczył w indywidualnych wystawach organizowanych zarówno w kraju, jak i za granicą (m.in. w Danii, Japonii, Niemczech i Stanach Zjednoczonych). W 1987 roku zdobył dwa wyróżniania honorowe na XIII Ogólnopolskim Konkursie Malarskim im Jana Spychalskiego w Poznaniu. Jego prace były eksponowane na wystawach w II poł. lat 80., takich jak: „Świeżo Malowane. Młode malarstwo polskie lat 1982-1987” w Zachęcie oraz warszawski "Arsenał ’88", na której zdobył nagrodę w dziedzinie malarstwa, przyznaną przez międzynarodowe jury pod przewodnictwem Romana Opałki.
Obecnie swój czas dzieli między pracę w dwóch pracowniach: warszawskiej oraz tej zlokalizowanej na Suwalszczyźnie.

## Twórczość
Jeszcze jako student tworzył instalacje. Porzucił jednak to medium, by wkrótce całkowicie zwrócić się ku malarstwu sztalugowemu. Debiutował serią wielkoformatowych obrazów figuratywnych przedstawiających ludzkie sylwetki, co charakterystyczne zawsze pozbawionych głów. Celem Roszkowskiego nie było oddanie fizycznego podobieństwa, lecz przedstawienie kondycji człowieka w możliwie uniwersalnym i ponadczasowym wymiarze. Prace te były prezentowane na najważniejszych krajowych ekspozycjach tego czasu, wystawiane były również na zagranicznych ekspozycjach w Nowym Jorku i Berlinie, gdzie zwróciły uwagę tamtejszej krytyki.
Artysta wyszedł od przedstawień ludzkiego ciała, jednak splątane kończyny i wygięte torsy wkrótce przerodziły się w elementy prac pejzażowych. Artysta niemalże nigdy nie maluje w plenerze, a w pracowni – pod wpływem emocji i intymnych doświadczeń (realizacje takie jak „Pejzaż Polski”, 1988, czy prace z cyklu „Sto metrów do Styksu”, 1988). Pejzaże powstałe pod koniec lat 80. zapowiadały jego przyszłą predylekcję ku sztuce abstrakcyjnej, niezwykle ekspresyjnej, ale także wywodzącej się z estetycznej tradycji koloryzmu. Malarstwo Roszkowskiego odznacza się bogatą fakturą, tworzoną poprzez nawarstwianie farby w finezyjnych układach, która nakładana jest własnoręcznie spreparowanymi narzędziami. Jego najnowsze, abstrakcyjne realizacje to eksperymenty z regularnie skomponowanym motywem oraz z czystymi barwami.

## Wybrane wystawy indywidualne
- „Aleksander Roszkowski. Malarstwo”, BWA, Olsztyn
- „Pejzaż lokalny”, Desa Unicum, Warszawa
- „Nowe Obrazy”, Galeria Fibak, Warszawa
- Galerie Brantebjergen, Nakke (Dania)
- Gallery Futaba, Nagoya (Japonia)
- Galerie Bram, Bramslev Bakker (Dania)
- Galeria Brama, Warszawa
- Galerie Light, Berlin
- Andre Zárre Gallery, Nowy Jork
- Galeria Test, Warszawa

## Wybrane wystawy zbiorowe
- „Zeitgenössische Kunst aus Polen”, Galerie Guth Maas, Reutlingen, Niemcy
- Nagoya Contemporary Art Fair, Nagoya (Japonia)
- „The Expressive Struggle”, Everson Museum of Art, Syracuse, Nowy Jork
- „Polnische Malerei der 80-Zinger Jahre”, Haus Dornbush, Frankfurt nad Menem
- Galerie Kabiesz, Düsseldorf
- „Sollentuna”, Targi Sztuki, Sztokholm
- „Red and White”, Warszawa, Amsterdam
- „East Meets West”, International Art Auction, Tokio, Mechelen
- „Den Abne Dor”, Charlottenborg, Kopenhaga
- „Heute – Polonishe Kunst”, Grevenbroich, Niemcy
- „Na Obraz i Podobieństwo”, Dawne Zakłady Norblina, Warszawa
- „Krytycy o Nas”, Galeria BWA, Sopot
- Arsenał '88 (nagroda w kategorii malarstwo), Warszawa(br>
- „Świeżo Malowane”, Zachęta, Warszawa
- „Um Uns Herum…Warschauer Woche in Berlin”, Berlin – XIV Festiwal Polskiego malarstwa Współczesnego, Szczecin
- XIII Ogólnopolski Konkurs na Obraz im. J. Spychalskiego (dwa wyróżnienia honorowe), Poznań
- I Triennale Rysunku im. T. Kulisiewicza, Kalisz
- XIII Festiwal Polskiego Malarstwa Współczesnego, Szczecin

## Galeria

z cyklu "Sto metrów do Styksu", 1986-1987 r., olej/płótno, 160 x 120 cm
"Postać skulona", 1988 r., olej/płótno, 190 x 140 cm
"Pejzaż Polski", 1988 r., olej/płótno, 200 x 120 cm
"Pejzaż", 1988 r., olej/płótno, 190 x 120 cm
"Srebrzysty", 2013 r., olej/płótno, 190 x 130 cm
Bez tytułu, 2017 r., olej/płótno, 190 x 110 cm
"Morze Baffina", 2017 r., olej/płótno, 190 x 120 cm
Bez tytułu, 2018 r., olej/płótno, 140 x 90 cm